# Ostschule Einswarden
Die ehemalige Ostschule Einswarden, Heiligenwiehmstraße 48, im niedersächsischen Nordenham-Einswarden im Landkreis Wesermarsch stammt aus dem frühen 20. Jahrhundert.

Aktuell (2024) wird sie als Sozialzentrum durch den CVJM genutzt.
Das Gebäude steht unter Denkmalschutz (siehe auch Liste der Baudenkmale in Nordenham).

## Geschichte
Die ländliche Bauerschaft Einswarden wurde am Beginn des 20. Jahrhunderts durch die Ansiedlung der 1905 gegründeten Schiffswerft Frerichs AG nun auch industriell geprägt. Durch den Einwohnerzuwachs wurde der Bau neuer Schulen notwendig. Zu dieser Zeit hatten 60 Kinder unterricht in einer Klasse.
Das zweigeschossige neunachsige giebelständige verputzte Gebäude mit Walmdach, den prägenden Dachhäusern, eines mit Schwebegiebel, sowie dem mittigen schmuckvollen barockisierenden Portal, den gerahmten teils (OG) segmentbogigen Fenstern, den geschossteilenden Gesimsen und dem Dachgesims, wurde 1906 (Denkmalamt 1909) gebaut. 1954 erhielt die Schule einen hinteren Erweiterungsbau. Seit 1976 nutzt der CVJM das Gebäude.

Bereits 1912 wurde die Westschule (heute Grundschule Einswarden) gebaut, 1913 die katholische Schule Werftstraße 16  und 1926 die Pestalozzi-Schule.
Das Landesdenkmalamt befand zur Bedeutung: „geschichtlich, wissenschaftlich“
Aktuell (2024) gibt es die Grundschule Einswarden, An den Wurten 39, die 1912 als Westschule gebaut wurde und 1956 einen Neubau erhielt. 12 Lehrkräfte und drei pädagogische Mitarbeiterinnen unterrichten hier aktuell.